# Ylva Nowen
Ylva Nowen (nacida el 5 de enero de 1970 en Östersund, Suecia) es una esquiadora retirada que ganó una Copa del Mundo en Eslalon y cuatro victorias en la Copa del Mundo de Esquí Alpino (con un total de 12 podios).

## Resultados

### Juegos Olímpicos de Invierno
- 1992 en Albertville, Francia
  - Eslalon: 21.ª
- 1998 en Nagano, Japón
  - Eslalon: 12.ª
- 2002 en Salt Lake City, Estados Unidos
  - Eslalon: 4.ª
  - Eslalon gigante: 7.ª

### Campeonatos Mundiales
- 1996 en Sierra Nevada, España
  - Eslalon: 15.ª
- 2001 en Sankt Anton am Arlberg, Austria
  - Eslalon: 19.ª

### Copa del Mundo

#### Clasificación general Copa del Mundo
- 1989-1990: 72.ª
- 1990-1991: 65.ª
- 1991-1992: 56.ª
- 1993-1994: 98.ª
- 1994-1995: 25.ª
- 1995-1996: 26.ª
- 1996-1997: 30.ª
- 1997-1998: 6.ª
- 1998-1999: 29.ª
- 1999-2000: 74.ª
- 2000-2001: 24.ª
- 2001-2002: 10.ª

#### Clasificación por disciplinas (Top-10)
- 1997-1998:
  - Eslalon: 1.ª
- 1998-1999:
  - Eslalon: 9.ª
- 2000-2001:
  - Eslalon gigante: 10.ª
- 2001-2002:
  - Eslalon: 5.ª
  - Eslalon gigante: 9.ª

#### Victorias en la Copa del Mundo (4)

##### Eslalon (4)
| Fecha                   | Lugar       |
| ----------------------- | ----------- |
| 20 de diciembre de 1997 | Val d'Isère |
| 27 de diciembre de 1997 | Lienz       |
| 28 de diciembre de 1997 | Lienz       |
| 5 de enero de 1998      | Bormio      |